# 丁鑑修

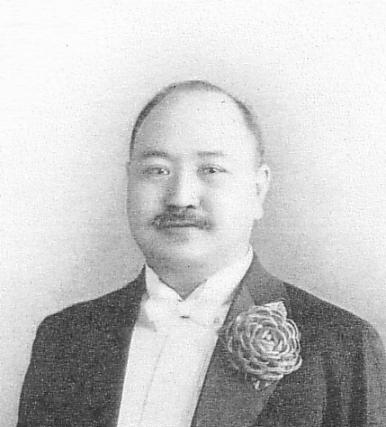

丁鑑修（1886年—1944年）字斡元，盛京将軍管轄区奉天府蓋平县人，中華民国、满洲国政治人物。

## 生平
光緒年間，丁鑑修赴日本留学，自早稻田大学经济学科毕业。归国後，获法政科举人，授邮传部七品京官。后来，他回到奉天省，在師範学堂、法律学校、陸軍学校、警察学校等各種学校任教習。
中華民国成立後的1913年（民国2年），丁鑑修任奉天交涉司日語科科員。1915年（民国4年），任奉天巡按使署外交科長。此後，历任東三省陸軍司令部外交处处長、奉天省省長公署諮議、中日合办弓長铁嶺矿公司总办、遼陽天利煤铁公司总办。
1928年（民国17年）6月，張作霖在皇姑屯事件中身亡，丁鑑修同袁金鎧等人组织臨時委員会，维持奉天的治安。1931年（民国20年）9月，九·一八事变爆发，丁鑑修获关東軍支持，组织奉天地方自治維持委員会。翌月，任東北交通委員会委員長。
翌年，满洲国正式成立，丁鑑修任交通部总長。1933年（大同2年）3月，兼任立法院憲法制度調査委員会委員。5月，兼任国道会議副議長。翌年3月，交通部改組，丁鑑修继续任交通部大臣。1935年（康德2年）5月，改任实业部大臣。1937年（康德4年）5月辞任。
1940年（康德7年）5月，任参議府参議。翌年4月，任满洲国建国十周年祝典委員会委員。1942年（康德9年）12月，任建国神廟造营籌備委員会委員。
1944年（康德11年），丁鑑修病逝。享年59岁。